# Vignola-Falesina
Pour les articles homonymes, voir Vignola (homonymie).
Vignola-Falesina est une commune italienne d'environ 150 habitants située dans la province autonome de Trente, dans la région du Trentin-Haut-Adige, dans le Nord-Est de l'Italie.

## Administration
| Période                                  | Période | Identité | Étiquette | Qualité |
| ---------------------------------------- | ------- | -------- | --------- | ------- |
|                                          |         |          |           |         |
| Les données manquantes sont à compléter. |         |          |           |         |

### Communes limitrophes
Les communes limitrophes sont  Frassilongo, Levico Terme et Pergine Valsugana.